# Boys in the Sand
Pour plus de détails, voir Fiche technique et Distribution.
Boys in the Sand est un film pornographique gay américain sorti au début de l'ère du porno chic.

## Synopsis
Le film se compose de trois parties, et se déroule à Fire Island.
- Bayside : sur la plage, un homme barbu se déshabille pour prendre le soleil. De la mer surgit un jeune homme blond. Tous deux ont des relations sexuelles, avant que l'homme barbu plonge à son tour dans la mer.
- Poolside : le jeune homme blond reçoit un colis qu'il jette dans sa piscine. De l'eau surgit un homme brun. Tous deux ont des relations sexuelles, avant de partir ensemble sur un chemin de planches.
- Inside : le jeune homme blond prend une douche chez lui, tandis qu'un réparateur afro-américain vérifie les fils électriques à l'extérieur. L'homme blanc imagine et visualise des fantasmes sexuels avec le réparateur, avant que celui-ci n'entre dans la maison.

## Fiche technique
- Réalisation : Wakefield Poole
- Scénario : Wakefield Poole
- Photographie :
- Musique : Nocturnes de Claude Debussy
- Producteur : Wakefield Poole et Marvin Shulman
- Société de production :
- Sociétés de distribution :
- Langues : anglais
- Format : Couleur - 35 mm - son monophonique
- Genre : Film pornographique
- Durée : 90 minutes
- Date de sortie : 
  - États-Unis : 29 décembre 1971

## Distribution
- Casey Donovan : le jeune homme blond
- Peter Fisk : l'homme barbu
- Danny Di Cioccio : l'homme brun
- Tommy Moore : le réparateur

## Commentaires
Le réalisateur a déclaré avoir voulu faire un film « que les homosexuels pourraient voir et dire : "Ça ne me dérange pas d'être gay, c'est beau de voir ces gens faire ce qu'ils font" ». Son film montrant des actes sexuels se devait d'avoir des qualités esthétiques pour des raisons tant artistiques que politiques.
Le titre est un jeu de mots sur la pièce de théâtre Les Garçons de la bande (The Boys in the Band). À l'opposé des personnages tourmentés de la pièce, le film montre des homosexuels qui vivent leur sexualité de façon décomplexée.
Le film a été projeté pour la première fois à New York en 1971. Il connaît un succès immédiat et génère de fortes recettes dès la première semaine.
Considéré comme un jalon historique, Boys in the Sand est le premier film pornographique gay à avoir des noms au générique, à connaître un succès en dehors de son domaine, à être recensé dans Variety, et l'un des premiers films pornographiques à atteindre une crédibilité dans la culture généraliste.
Le succès du film a permis le tournage d'une suite, Boys in the Sand II, sortie en 1986, mais sans le succès du premier film.

## Distinctions
Le film est sorti en DVD en 2002, dans un ensemble qui comprenait sa suite et d'autres films du même réalisateur. L'ensemble a reçu le GayVN Awards du meilleur classique gay en DVD en 2003.